# صفية علي
صفية علي (بالتركية: Safiye Ali)‏ هي أول طبيبة تركية، وُلدت صفية علي في إسطنبول في عام 1891م، وصفية هي ابنة لعائلة مشهورة بخدماتهم المتنوعة في فترة الدولة العثمانية. والدها هو علي قيرات باشا Ali Kırat paşa الذي كان مُعاون للسلطان عبد العزيز والسلطان عبد الحميد الثاني أما والدتها فهي حسنه هانم Hasene Hanım وهي ابنة محافظ مكة الحاج أمين باشا.

## حياتها
تخرجت صفية من المدرسة الخاصة الأمريكية للبنات بجانب تعليمها الخاص. وعندما رأت عدد هائل من الجرحى المُصابين الذين جٌلبوا من أمام الجبهة العسكرية في أيام حرب البلقان حينئذ قررت أن تصبح طبيبة، ولكن تحقيق الذي تُريده كان صعب حيث كان في هذه السنوات مستحيل رؤية فتاة تدرس الطب. وجذبت صفية علي الانتباه إليها إلى حد كبير باعتبارها متفوقة وماهرة ونتيجة لذلك بُعثت إلى ألمانيا لدراسة الطب بمساعدة نائب وزير التربية والتعليم لتلك الفترة شكري بيه. وفي هذه الدولة تخصصت صفية علي في أمراض النساء والأطفال، وفي نهاية أيام حرب الاستقلال عادت إلى وطنها وبدأت عملها على الفور. وعندما بدأت وظيفتها باعتبارها أول طبيبة تركية كان هدفها الأول أن تُعالج الأطفال الفقراء. وفتحت صفية علي عيادة في cagaloğlu وكان يدعمها بشكل كبير أطباء مشهورين لتلك الفترة مثل باسم عمر باشا والطبيب الجّراح أمين بيه.
وبدأت صفية المُتقنة لست لغات أجنبية بتمثيل دولتها في مؤتمرات الطب، وتزوجت من طبيب العيون فرديناند كركلار. وكانت هناك خدمات في مؤسسة صحة الأم والطفل التي تُسمى بقطرة لبن süt damlas أو مستشفى ولادة doğumhane.
وفي ذلك الوقت كانت هذه المؤسسة واحدة من المرافق الصحية الحديثة التي تأسست لمساعدة السيدات التركيات وأطفالِهن من خلال سيدات مؤسسات الصليب الأحمر الفرنسى. وكان المجتمع ينظر للسيدات اللائي يقومن بعمليات الولادة والمُعالجة في خارج منازلهن نظرة سيئة وفي تلك الفترة أُطلق على مستشفى الولادة Viladthane اسم piçhane. وأثناء الحرب العالمية الثانية كانت الدكتورة صفية علي وزوجها في ألمانيا وقاما بمساعدة الأطفال المُتشردين المتضرّرين في الحرب. وبعد الحرب عادت إلى بلدها ولكنها بمجرد أن علِمت بأنها مُصابة بمرض السرطان عادت مرة أخرى لمدينة دورتموند في ألمانيا.

## وفاتها
تُوفيت في عام 1952 عن عمر يُناهز واحد وستون عاماً واستقبل سكان مدينة دورتموند الألمانية هذا الخبر بحزنٍ شديد.